# گروهواره
در ریاضیات، به‌خصوص در نظریه رسته‌ها و نظریه هموتوپی، گروهواره (Groupoid) (اصطلاحات با رواج کمتر: گروهواره براندت یا گروه مجازی)، مفهوم گروه را به طرق معادل مختلفی تعمیم می‌دهد. گروهواره را می‌توان حداقل به دو صورت زیر دید:
- گروهی که عملگر دوتایی آن با تابعی جزئی جایگزین شده باشد؛
- رسته‌ای که در آن هر ریخت معکوس‌پذیر باشد. رسته‌ای از این نوع را می‌توان به صورت رسته مجهز به عمل یگانی دید که به این عمل معکوس گفته می‌شود (در قیاس با نظریه گروه‌ها).[۱] گروهواره‌ای که تنها یک شیء داشته باشد همان گروه رایج است.

## ارجاعات
1. ↑  Dicks & Ventura (1996). The Group Fixed by a Family of Injective Endomorphisms of a Free Group. p. 6.